# Aviastar-Tu Airline
Aviastar-Tu Aviation Company Limited è una compagnia aerea cargo russa.

## Storia
La compagnia ha iniziato a operare voli charter passeggeri e cargo nazionali e internazionali nel 2004.
Dopo l'incidente del marzo 2010, la Federal Air Transport Agency ha imposto un divieto riguardo al trasporto di passeggeri, a causa della mancanza della compagnia aerea di un aereo di riserva. Nel novembre 2011, dopo che una serie di mancanze sono state individuate dagli ispettori europei, l'Agenzia europea per la sicurezza aerea ha anche imposto un divieto aggiuntivo sui voli verso i paesi dell'UE, revocato poi alla fine di dicembre 2011.
Il 15 marzo 2022 l’autorità irlandese per l’aviazione («IAA») ha emesso l’avviso aeronautico A.114 con il quale ha reso nota la cessazione della validità di tutti i certificati di aeronavigabilità degli aeromobili operati da vettori aerei certificati dall'Agenzia federale russa del trasporto aereo. L'8 aprile 2022 il Dipartimento del Commercio degli Stati Uniti ha limitato i voli sugli aeromobili prodotti negli Stati Uniti per Aeroflot, Aviastar, Azur Air, Belavia, Rossiya e Utair. Il 16 giugno gli Stati Uniti hanno ampliato le proprie restrizioni alle sei compagnie aeree dopo che sono state rilevate violazioni del regime sanzionatorio. L'obiettivo delle restrizioni è di mettere a terra la parte di flotta fabbricata negli Stati Uniti.

## Flotta

### Flotta attuale

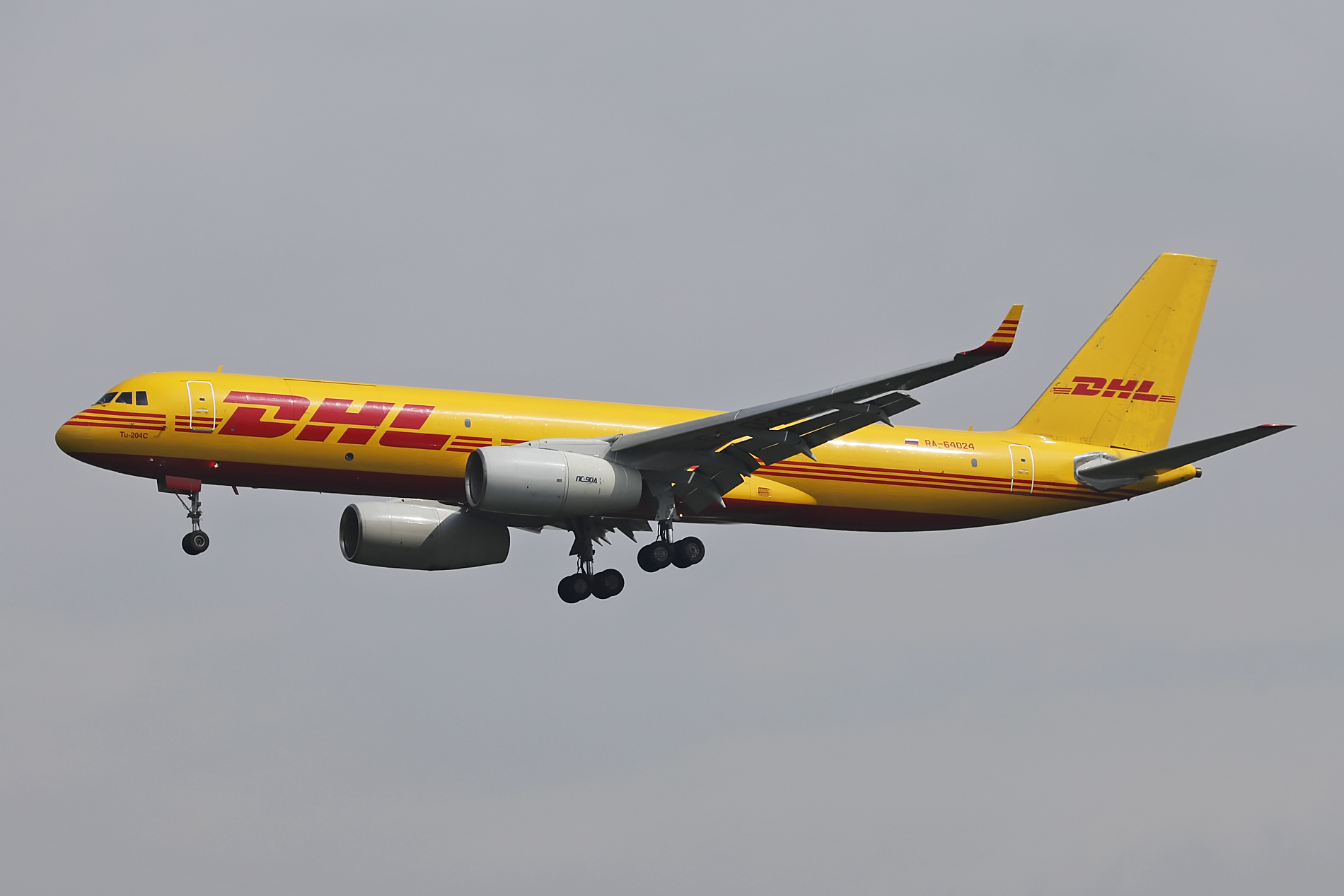
Uno dei Tupolev Tu-204 operante per la DHL Aviation fino al 2022.

A dicembre 2022 la flotta di Aviastar è così composta:

### Flotta storica
Aviastar operava in precedenza con i seguenti aeromobili:
- Antonov An-124-100
- Tupolev Tu-204-300

## Incidenti
- Il 22 marzo 2010, il volo Aviastar-TU 1906, un Tupolev Tu-204 (RA-64011), si schiantò durante l'avvicinamento all'aeroporto di Mosca-Domodedovo. A bordo c'erano solo otto membri dell'equipaggio e tutti sopravvissero Immediatamente dopo l'incidente, l'autorità russa di supervisione dell'aviazione ha sospeso Aviastar-TU dal trasporto di passeggeri, in attesa di un esame delle operazioni di volo. Nel settembre 2010, l'autorità russa, il МАК, ha pubblicato il suo rapporto finale sull'incidente. La causa dell'incidente è stata attribuita a un errore del pilota, con una serie di fattori che hanno contribuito al verificarsi dell'incidente tra cui formazione inadeguata e una carente gestione delle risorse della cabina di pilotaggio, guasto dei sistemi di volo e violazioni normative da parte di Aviastar-TU.[6]